# Hugo Olschewski
Hugo Karl Olschewski (* 3. Oktober 1881 in Elbing; † 1. September 1940 in Leipzig) war ein deutscher Schauspieler und Theaterinspizient.

## Leben und Wirken
Er war der Sohn des Barbiers Hugo Olschewski aus Elbing. Nach dem Schulbesuch ging er zum Theater. In Meuselwitz heiratete er 1905 Auguste geborene Bosien.
Als Schauspieler und Inspizient wirkte er in Dresden und an der Landesbühne Sachsen.